# Sooronbaj Zjeenbekov
Sooronbaj Sjarpovitsj Zjeenbekov (Kirgizisch: Сооронбай Шарипович Жээнбеков; Bij-Mirza, 16 november 1958) is een Kirgizisch politicus. Van 2017 tot 2020 was hij president van Kirgizië.

## Biografie
Van 2012 tot 2015 was Zjeenbekov gouverneur van de oblast Oš. Begin 2016 werd hij benoemd tot premier van zijn land. Hij zou deze functie bekleden tot de zomer van 2017, toen hij aftrad om te kunnen deelnemen aan de presidentsverkiezingen later dat jaar. Hij won deze door reeds in de eerste stemronde een absolute meerderheid te behalen. Op 24 november 2017 legde hij de eed af als vijfde president van Kirgizië. Op 15 oktober 2020 trad hij af, nadat er onrust was uitgebroken in het land wegens het vermeende frauduleuze verloop van de parlementsverkiezingen eerder die maand.
Askar Akajev · Koermanbek Bakijev · Roza Otoenbajeva · Almazbek Atambajev · Sooronbaj Zjeenbekov · Sadyr Zjaparov